# مستر أولمبيا 2024
بطولة مستر أولمبيا 2024 (بالإنجليزية: 2024 Mr. Olympia)‏ هي النسخة 60 من بطولة مستر أولمبيا للمحترفين بكمال الأجسام، وقد أقيمت في ريزورتس وورلد لاس فيغاس بولاية نيفادا الأمريكية في الفترة من 10 إلى 13 أكتوبر 2024.

## النتائج
مفتاح الجدول
| المركز | الجائزة  | الاسم          | البلد                      | الحكم | النهائيات | المجموع |
| ------ | -------- | -------------- | -------------------------- | ----- | --------- | ------- |
| 1      | $600,000 | سامسون داودا   | المملكة المتحدة            | 8     | 6         | 14      |
| 2      | $250,000 | هادي شوبان     | إيران                      | 8     | 9         | 17      |
| 3      | $100,000 | ديريك لونسفورد | الولايات المتحدة الأمريكية | 15    | 15        | 30      |
| 4      | $40,000  | مارتن فيتزواتر | الولايات المتحدة الأمريكية | 23    | 20        | 43      |
| 5      | $35,000  | أندرو جاكيد    | نيجيريا                    | 29    | 25        | 54      |
| 6      |          | هانتر لابرادا  | الولايات المتحدة الأمريكية | 25    | 30        | 55      |